# Glad Fonden
Glad Fonden er en dansk fond, der driver og udvikler produkter af og til folk der er udviklingshæmmede. En del af konceptet er også, at de ansætter personer med fysisk eller mentale handicap.
Glad Fonden har omkring 300 medarbejdere fordelt på fire byer i Danmark; Esbjerg, Ringsted, Aabenraa og København.
Fonden er mest kendt for at drive fjernsynskanalen TV-Glad, der er drives af personer med funktionsnedsættelse.
Fonden driver en række andre tilbyd af og til personer med funktionsnedsættelse:
- Glad Uddannelse
- Glad Zoo - en dyrepark ved Lintrup[2]
- Glad Erhverv
- Glad Mad
- Glad Service
- Glad Design
- Glad Teater

## TV-Glad
TV-Glad er verdens første tv-station for og med mennesker med funktionsnedsættese. De producerer forskellige programmer til TV og Radio.
Kanalens programmer er også blevet sendt i udlandet, herunder i Sydamerika på undervisningskanalen ATEI.